# Honoka Kuroki
Honoka Kuroki (jap. 黒木 ほの香 Kuroki Honoka; ur. 21 października 1995 w Osace) – japońska seiyū.

## Filmografia

### Anime
2016
- Orange (Nagano-san)[1]

2017
- Seiren (Ruise Sanjo)[1]
- A Centaur's Life (Michiru Inugai)[2]

2019
- BanG Dream!

### Gry
2018
- THE IDOLM@STER SHINY COLORS (Amana Ōsaki)[3]

2020
- Magia Record (Livia Medeiros)
- Marvel's Avengers (Ms. Marvel/Kamala Khan)[4]

2021
- THE IDOLM@STER STARLIT SEASON (Amana Ōsaki)[5]